# 하기마촌
하기마촌(萩間村)은 시즈오카현 하이바라군에 속해있던 촌이다. 현재의 마키노하라시 서부와 서북부에 해당한다.

## 역사
- 1889년 4월 1일 - 정촌제 시행에 의해 하이바라군 하기마촌이 성립하였다.
- 1955년 4월 1일 - 사가라정, 지토가타촌과 합병해, 새로운 하기마촌이 되어 촌은 소멸하였다.

## 교통
마을을 북서쪽에서 남동쪽으로 현도(현 국도 473호)가 가로지르며 가나야역과 사가라정을 잇는 '하기마선' 노선버스가 운행되고 있었지만, 시가지가 형성되지는 않았다. 현도 서쪽을 하기마강이 흐르고 있지만 다리가 적으며, 강 우안 지역, 특히 하라라고 불리는 지역은 자동차 사회가 되기 전까지는 매우 불편한 곳이었다.

## 현재의 하기마 지구
1993년, 지구의 북서쪽 끝에 도메이 자동차도의 소라마키노하라 나들목이 개설되었다. 전후로 시라이에 산업단지가 조성되어 스즈키 자동차 마키노하라 공장을 비롯한 여러 공장이 입지되었지만, 버블 붕괴 이후였기 때문에 계획했던 만큼의 공장이 모여들지 않았다.
지역 주민의 고령화가 진행되어 혼자 사는 가구도 많아지고 있다.